# Wasyl Groźnooki
Wasyl Groźnooki (zm. zimą 1345) - wielki książę jarosławski z dynastii Rurykowiczów.
Był synem Michała, księcia jarosławskiego. W 1321 został wielkim księciem jarosławskim.
Poślubił Eudoksję, córkę Iwana I Kality, wielkiego księcia moskiewskiego. Z tego małżeństwa pochodzili Wasyl, Gleb i Roman.